# Diva Imperial
GRCES Diva Imperial é uma escola de samba de São Vicente, SP.
É uma escola recente, fundada em 2010, a partir da tradicional Banda Tia Bola. Segunda escola a desfilar, foi campeã do grupo de acesso em 2011, no ano seguinte venceu também o grupo principal do carnaval vicentino.

## Carnavais
| Ano  | Colocação | Grupo    | Enredo                                                  | Carnavalesco  |
| ---- | --------- | -------- | ------------------------------------------------------- | ------------- |
| 2011 | Campeã    | Acesso   | Walt Disney, meu tema é você                            | Marcos Dantas |
| 2012 | Campeã    | Especial | Das maravilhas do mar, o esplendor de uma rica história |               |